# Вилхелм III (Бавария)
Вилхелм III (на немски: Wilhelm III; * 1375, Мюнхен; † 13 септември 1435, Мюнхен) от династията на Вителсбахите, е херцог на Бавария-Мюнхен от 1397 до смъртта си, заедно с по-големия си брат Ернст след баща му Йохан II със столица град Мюнхен.

## Произход
Той е вторият син на херцог Йохан II († 1397) и на втората му съпруга Катарина от Горица, дъщеря на Майнхард VI, имперски княз на покняженото графство Горица. Брат е на две години по-големия Ернст, и на по-малката София Баварска, която се омъжва в Прага на 2 май 1389 г. за крал Вацлав IV. Правнук е по бащина линия на император Лудвиг Баварски.

## Управление
Вилхелм и Ернст управляват първо заедно с чичо си Стефан III от Херцогство Бавария-Инголщат. Двамата братя помагат на императора на Свещената Римска империя, Сигизмунд Люксембургски, който е брат на зет им Вацлав.
От 1431 г. Вилхелм е щатхалтер на Сигизмунд на Църковния събор в Базел (1431 – 1449). Другите го виждали като наследник на остаряващия крал. Неговият полубрат Йохан III Грюнвалдер, генералвикар на Фрайзинг, е издигнат на събора от антипапа Феликс V на кардинал.
На 11 май 1433 г. на Църковния събор в Базел Вилхелм се жени за 17-годишната Маргарета от Клеве (1416 – 1444). На 7 януари 1434 г. се ражда сина им Адолф († 1441). На 25 септември 1435 г. се ражда вторият им син, Вилхелм, който умира като бебе, когато Вилхелм III вече е умрял на 60 години на 13 септември 1435 г. Брат му Ернст управлява сам херцогството, Адолф, синът на Вилхелм, управлява само по име.
Вилхелм е погребан в катедралата Фрауенкирхе в Мюнхен.